# Site archéologique de la colline de Sion
Le site archéologique de la colline de Sion  est un site archéologique situé en France sur la commune de Saxon-Sion, en région Grand Est.

## Localisation
Le site est situé sur la colline de Sion, une butte-témoin dans le pays du Saintois, dans les côtes de Moselle.

## Historique
Le site de la colline de Sion a révélé des vestiges remontant du Paléolithique à l'époque gallo-romaine, témoignant de l'occupation humaine continue à travers les âges. Dès le Paléolithique, des campements de chasseurs-cueilleurs y ont été trouvés, suivis par des habitations néolithiques, un centre aristocratique à l'âge du bronze, et un oppidum gaulois, avant de devenir un site important au Moyen Âge, notamment comme pôle de christianisation.

## Protection
Le site archéologique est inscrit au titre des monuments historiques par arrêté du 4 septembre 1995.